# Società Polisportiva Ars et Labor 1994-1995
Questa pagina raccoglie le informazioni riguardanti la Società Polisportiva Ars et Labor nelle competizioni ufficiali della stagione 1994-1995.

## Stagione
La stagione 1994-1995 per la SPAL è un'altra forte batosta. Il campionato inizia con sei vittorie consecutive, undici risultati utili di fila ed il primo posto in classifica. Poi arriva la sconfitta di Bologna a cui seguono altre battute di arresto e il 22 gennaio salta la panchina all'allenatore Gian Cesare Discepoli, sostituito con Vincenzo Guerini. La SPAL si infila in una grave crisi, contrassegnata da cinque sconfitte consecutive ed una caduta progressiva che dal vertice la porterà addirittura fuori dai play-off. Protagonista principe della stagione spallina Mino Bizzarri con 21 reti all'attivo.
La stagione, oltre alla delusione sportiva, non sarà dimenticata soprattutto per la tragica morte di Giuseppe Campione. La sera del 14 settembre 1994, un incidente stradale coinvolge l'auto su cui viaggiano lo stesso Campione ed il centravanti Antonio Soda. Per il talentuoso attaccante pugliese non c'è scampo, mentre Soda rimane ferito e assente dal campo per molti mesi. Ai funerali di Campione, celebrati nel Duomo di Ferrara, partecipa tutta la città. Il giorno dopo la SPAL batte 5-1 lo Spezia in un clima di tristezza, emozione e comunione tra squadra e pubblico.
Nella Coppa Italia la Spal esce nel primo turno, sconfitta a Ferrara (0-1) dal Piacenza in gara unica. Nella Coppa Italia di Serie C la compagine ferrarese è dispensata dai primi tre turni, avendo giocato il torneo nazionale, entra in scena negli ottavi di finale, superando la Pro Sesto, poi nei quarti supera l'Atletico Catania, mentre in semifinale viene superata dal Varese, che nella finale vincerà la manifestazione.

## Rosa
| N. |                   | Ruolo | Calciatore          |
| -- | ----------------- | ----- | ------------------- |
|    | Italia (bandiera) | D     | Salvadore Bacci     |
|    | Italia (bandiera) | A     | Emiliano Biliotti   |
|    | Italia (bandiera) | A     | Girolamo Bizzarri   |
|    | Italia (bandiera) | P     | Oriano Boschin      |
|    | Italia (bandiera) | P     | Maurizio Brancaccio |
|    | Italia (bandiera) | C     | Giuseppe Brescia    |
|    | Italia (bandiera) | C     | Luigi Bugiardini    |
|    | Italia (bandiera) | A     | Giuseppe Campione   |
|    | Italia (bandiera) | D     | Maurizio Codispoti  |
|    | Italia (bandiera) | C     | Gianmario Consonni  |

| N. |                   | Ruolo | Calciatore         |
| -- | ----------------- | ----- | ------------------ |
|    | Italia (bandiera) | A     | Emiliano Malaccari |
|    | Italia (bandiera) | C     | Antonio Martorella |
|    | Italia (bandiera) | C     | Valerio Mazzucato  |
|    | Italia (bandiera) | D     | Patrizio Paolone   |
|    | Italia (bandiera) | C     | Stefano Papiri     |
|    | Italia (bandiera) | D     | Michele Paramatti  |
|    | Italia (bandiera) | A     | Antonio Soda       |
|    | Italia (bandiera) | D     | Cristian Stellini  |
|    | Italia (bandiera) | D     | Rodolfo Vanoli     |
|    | Italia (bandiera) | C     | Giorgio Zamuner    |

## Risultati

### Serie C1 (girone A)

#### Girone di andata
| Arbitro: | Ruggiero (Nocera Inferiore) |

|  |           |                  |
|  | Marcatori | 4’ (aut.) Figaia |

| Arbitro: | Cardella (Torre del Greco) |

|                             |           |              |
| Soda 12’ Zamuner 82’ (rig.) | Marcatori | 88’ Zanuttig |

| Arbitro: | Serena (Bassano del Grappa) |

|  |           |                         |
|  | Marcatori | 5’ Soda 80’ G. Bizzarri |

| Arbitro: | Pizzini (Verona) |

|                                                     |           |            |
| G. Bizzarri 37’, 56’, 66’ (rig.), 88’ Mazzucato 48’ | Marcatori | 6’ Masitto |

| Arbitro: | Gambino (Barletta) |

|                                         |           |                 |
| G. Bizzarri 36’, 60’ (rig.) Zamuner 79’ | Marcatori | 45’ Ghirardello |

| Arbitro: | Ercolino (Cassino) |

|  |           |                 |
|  | Marcatori | 61’ G. Bizzarri |

| Arbitro: | Sputore (Vasto) |

|                        |           |            |
| G. Bizzarri 40’ (rig.) | Marcatori | 60’ Chechi |

| Arbitro: | Calabrese (Avezzano) |

|              |           |                                         |
| Guerzoni 83’ | Marcatori | 15’, 82’ (rig.), 89’ (rig.) G. Bizzarri |

| Arbitro: | Acronzio (Teramo) |

|                            |           |               |
| Stellini 72’ Malaccari 76’ | Marcatori | 63’ Bonfiglio |

| Arbitro: | Urbano (Carbonia) |

|                     |           |                |
| Di Gioia 41’ (rig.) | Marcatori | 15’ Bugiardini |

| Arbitro: | Manganelli (Milano) |

|                                            |           |  |
| Zamuner 70’ Martorella 73’ G. Bizzarri 79’ | Marcatori |  |

| Arbitro: | Dagnello (Trieste) |

|                       |           |  |
| Olivares 13’ Savi 45’ | Marcatori |  |

| Arbitro: | Longo (Paola) |

|            |           |               |
| Zamuner 9’ | Marcatori | 41’ M. Tacchi |

| Arbitro: | Genovese (Avellino) |

|  |           |            |
|  | Marcatori | 82’ Vanoli |

| Arbitro: | Strazzera (Trapani) |

|                                                 |           |              |
| Biliotti 57’ Martorella 70’ Flamigni 75’ (aut.) | Marcatori | 83’ Barbieri |

| Arbitro: | Rossi (Ciampino) |

|  |           |                             |
|  | Marcatori | 69’ Zamuner 88’ G. Bizzarri |

| Arbitro: | Preschern (Mestre) |

|  |           |                        |
|  | Marcatori | 52’ Zanini 66’ Lorenzo |

#### Girone di ritorno
| Arbitro: | L. Branzoni (Pavia) |

|                      |           |                  |
| G. Bizzarri 35’, 73’ | Marcatori | 15’ 77’ Colacone |

| Arbitro: | Calabrese (Avezzano) |

|                              |           |               |
| Carletti 9’ Damiani 20’, 43’ | Marcatori | 8’ Bugiardini |

| Arbitro: | Gambino (Barletta) |

|                    |           |                              |
| Lamonica 3’ (aut.) | Marcatori | 62’ V. Esposito 79’ Brunetti |

| Arbitro: | Ercolino (Cassino) |

|                            |           |              |
| Tricarico 11’ Cecchini 53’ | Marcatori | 83’ Biliotti |

| Arbitro: | Pizzini (Verona) |

|                        |           |  |
| Ghirardello 71’ (rig.) | Marcatori |  |

| Arbitro: | Apricena (Firenze) |

|  |           |            |
|  | Marcatori | 66’ Sturba |

| Leffe 12 marzo 1995 24ª giornata | Leffe            | 0 – 0 | SPAL | Stadio Carlo Martinelli\| Arbitro: \| Bancale (Latina) \| |
| Arbitro:                         | Bancale (Latina) |       |      |                                                           |

| Arbitro: | Ruggiero (Nocera Inferiore) |

|                        |           |                                   |
| G. Bizzarri 29’ (rig.) | Marcatori | 27’ Erba 45’ F. Rossi 56’ Guidoni |

| Arbitro: | Rossi (Ciampino) |

|             |           |  |
| Landini 69’ | Marcatori |  |

| Arbitro: | Cardella (Torre del Greco) |

|                                            |           |              |
| Bacci 13’ G. Bizzarri 23’ (rig.), 45’, 54’ | Marcatori | 27’ Crucitti |

| Arbitro: | Acronzio (Teramo) |

|              |           |                      |
| Beltrame 31’ | Marcatori | 42’ (aut.) Frascella |

| Ferrara 23 aprile 1995 29ª giornata | SPAL                        | 0 – 0 | Bologna | Stadio Paolo Mazza\| Arbitro: \| Serena (Bassano del Grappa) \| |
| Arbitro:                            | Serena (Bassano del Grappa) |       |         |                                                                 |

| Arbitro: | M. Branzoni (Pavia) |

|  |           |                              |
|  | Marcatori | 20’ G. Bizzarri 72’ Biliotti |

| Arbitro: | Strazzera (Trapani) |

|  |           |                        |
|  | Marcatori | 31’ Clementi 78’ Nitti |

| Arbitro: | Paparesta (Bari) |

|            |           |                              |
| Turato 40’ | Marcatori | 28’ Bugiardini 57’ Malaccari |

| Arbitro: | Alvino (Salerno) |

|                          |           |  |
| Biliotti 57’ Zamuner 74’ | Marcatori |  |

| Arbitro: | Rossi (Ciampino) |

|             |           |  |
| Lorenzo 64’ | Marcatori |  |

## Coppa Italia
| Arbitro: | Tombolini (Ancona) |

|  |           |              |
|  | Marcatori | 42’ De Vitis |

### Coppa Italia Serie C
| Arbitro: | Gregoroni (Napoli) |

|                         |           |                         |
| Lugnan 58’ Crucitti 62’ | Marcatori | 52’ Soda 76’ Martorella |

| Ferrara 7 febbraio 1995 Ottavi - Ritorno | SPAL                        | 0 – 0 | Pro Sesto | Stadio Paolo Mazza\| Arbitro: \| Ingenito (Nocera Inferiore) \| |
| Arbitro:                                 | Ingenito (Nocera Inferiore) |       |           |                                                                 |

| Arbitro: | Genovese (Avellino) |

|                    |           |  |
| Zamuner 74’ (rig.) | Marcatori |  |

| Arbitro: | Strocchia (Nola) |

|                      |           |               |
| Gianguzzo 82’ (rig.) | Marcatori | 37’ Malaccari |

| Arbitro: | Urbano (Carbonia) |

|                              |           |           |
| Bugiardini 31’ Malaccari 45’ | Marcatori | 61’ Bolis |

| Arbitro: | D'Errico (Frattamaggiore) |

|               |           |  |
| Cavicchia 34’ | Marcatori |  |